# L'Ange noir du Mississippi
Pour plus de détails, voir Fiche technique et Distribution.
L'Ange noir du Mississippi (Bienvenido, padre Murray) est un western hispano-français sorti en 1964, réalisé par Ramón Torrado. C'est le troisième et dernier volet de la trilogie de Ramón Torrado sur des thèmes religieux, après Les cloches ont cessé de sonner (1961) et Terreur dans la brousse (1963).

## Synopsis
Le père Murray arrive dans la ville texane de Valley City, à la frontière avec le Mexique. Là, il s'engage en faveur de la moralité, mise en défaut dans le pays. Mais comme il s'agit d'un homme noir, cela met en colère les habitants qui, dix ans plus tôt, avaient pendu un homme noir pour vol de banque et meurtre, sans que sa culpabilité ait été définitivement prouvée. Le véritable criminel, Ray Terris, fait tout ce qu'il peut pour empêcher le prêtre d'accomplir sa tâche, tandis que ses nouveaux projets de vol se dévoilent

## Fiche technique
- Titre original espagnol : Bienvenido, padre Murray
- Titre français : L'Ange noir du Mississippi
- Réalisation : Ramón Torrado
- Musique : Manuel Parada
- Pays de production :  Espagne,  France
- Année de sortie : 1964
- Durée : 95 minutes
- Langue originale : espagnol
- Date de sortie en France : 30 septembre 1964[3]

## Distribution
- René Muñoz : padre Murray
- Paul Piaget : un cowboy
- Howard Vernon :	Ray Terris
- Charito del Río : Caroline Edwards
- Ángel del Pozo : John
- Jesús Tordesillas	:	David Edwards
- Fernando Sancho : García
- Tomás Blanco : Burton
- Xan das Bolas :	López
- Juan Cazalilla
- Gonzalo de Esquiroz : Pistolero
- Miguel de la Riva	: trappeur
- Miguel del Castillo : Ken Purdy
- Beni Deus	:	Mark le forgern
- María Teresa Dressel
- Guillermo Elías : citoyen
- Carmen Esbrí	: chanteuse au saloon
- Tito García : Frank Murphy
- Rafael Hernández : citoyen
- Fernando Hilbeck : trappeur
- Rufino Inglés	: banquier
- Antonio Molino Rojo : Monty
- Antonio Padilla : trappeur
- José Prada
- José Riesgo : Chihuahua
- Emilio Rodríguez
- Alfonso Rojas : shérif Eric
- Josefina Serratosa : épouse de Murphy